# Casearia prunifolia
Casearia prunifolia är en videväxtart som beskrevs av Carl Sigismund Kunth. Casearia prunifolia ingår i släktet Casearia och familjen videväxter. Inga underarter finns listade i Catalogue of Life.